# Sentier du piton Baille-Argent
Le sentier du piton Baille-Argent est un sentier de randonnée de 9,5 km situé en Guadeloupe sur l'île de Basse-Terre sur le territoire de la commune de Pointe-Noire. 

## Description
Sentier réputé sportif et difficile, il mène du mont Pérou jusqu'à Beausoleil par Belle-Hôtesse à 777 m d'altitude et le Piton Baille-Argent (606 m). Outre les paysages d'altitude en pleine forêt départementalo-domaniale, permettant une vue d'ensemble de la Guadeloupe, le sentier plonge dans la forêt tropicale la plus dense. A la Barre de l'île, il est possible de rejoindre, au croisement de plusieurs randonnées, le refuge de Belle-Hôtesse, vaste chalet en bois comportant plusieurs couchettes, une salle avec des pitons de maintien de hamac et une table. Le refuge marque la limite du Parc national de la Guadeloupe. 
La randonnée passe successivement par les sites suivants : 
- Ravine Carnot
- Pérou
- Belle-Hôtesse
- Refuge de Belle-Hôtesse
- Barre de l'île
- Piton Grand Fond
- Piton Baille-Argent
- Rivière de Baille-Argent
- Beausoleil

Par la route nationale bordée par un trottoir, il est possible, en ajoutant 3 km, de rejoindre le point de départ en passant par le lieu-dit Trou Caverne, pour effectuer ainsi une boucle.

## Galerie

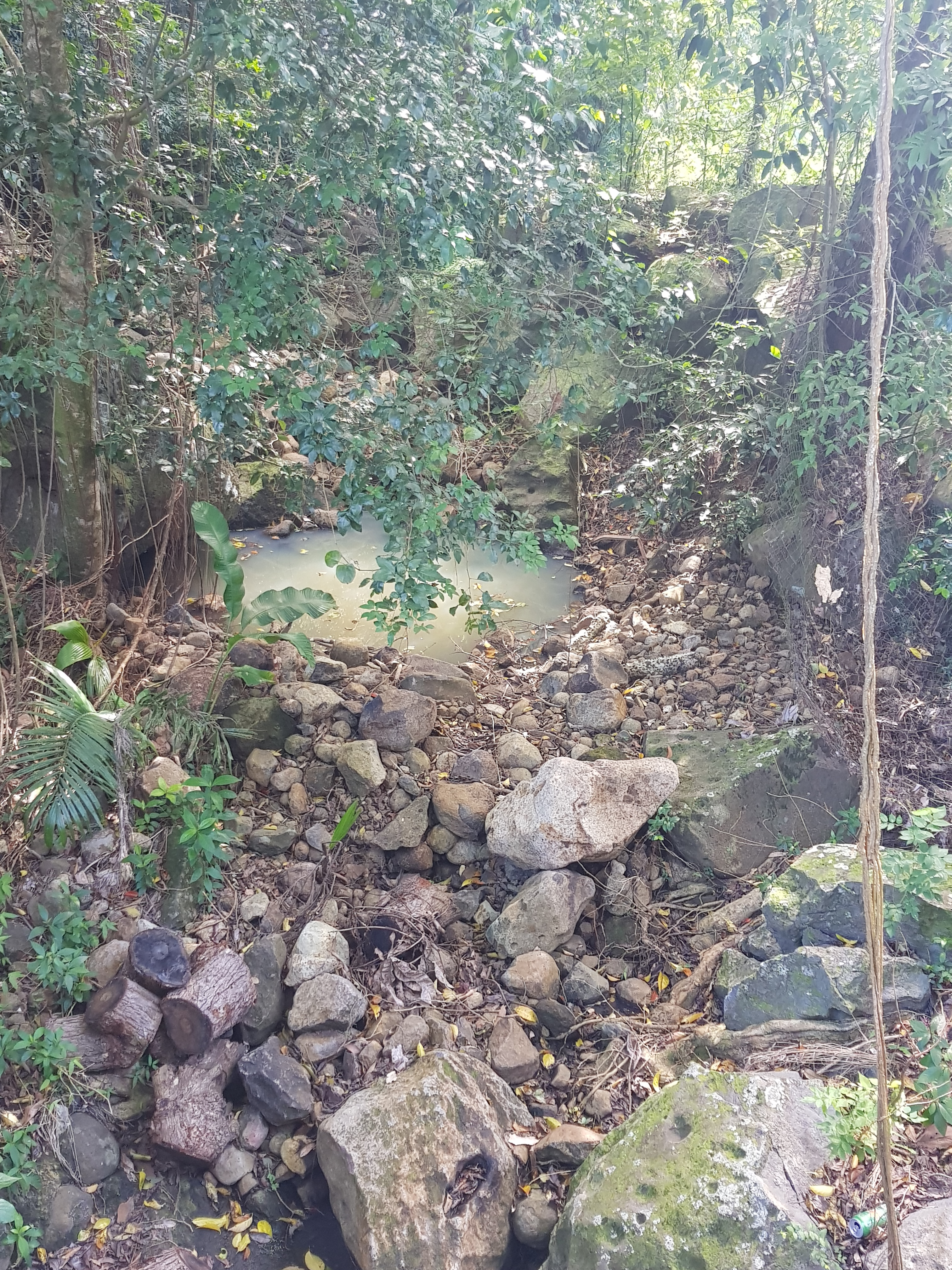
Ravine Carnot
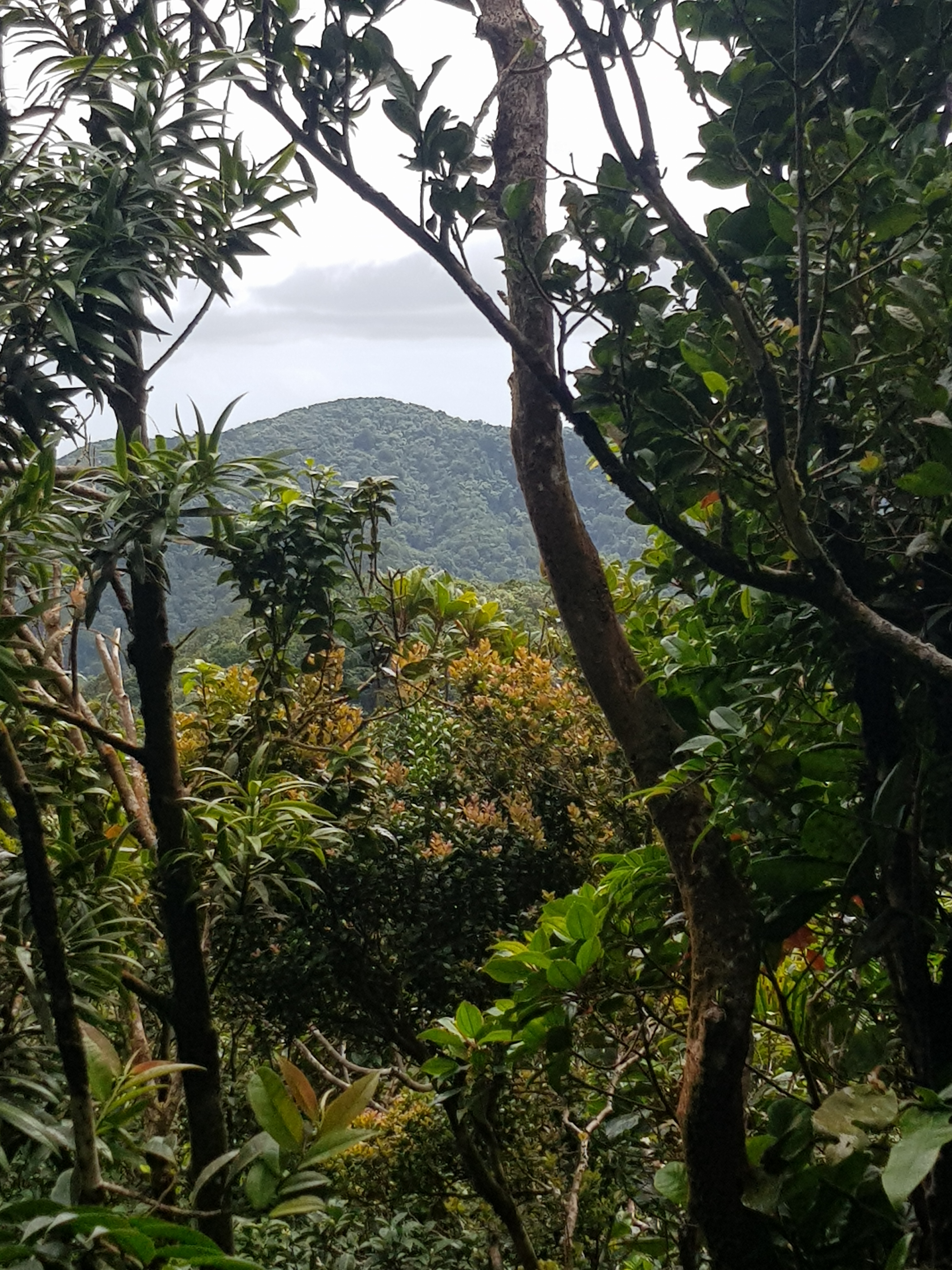
Morne Pérou
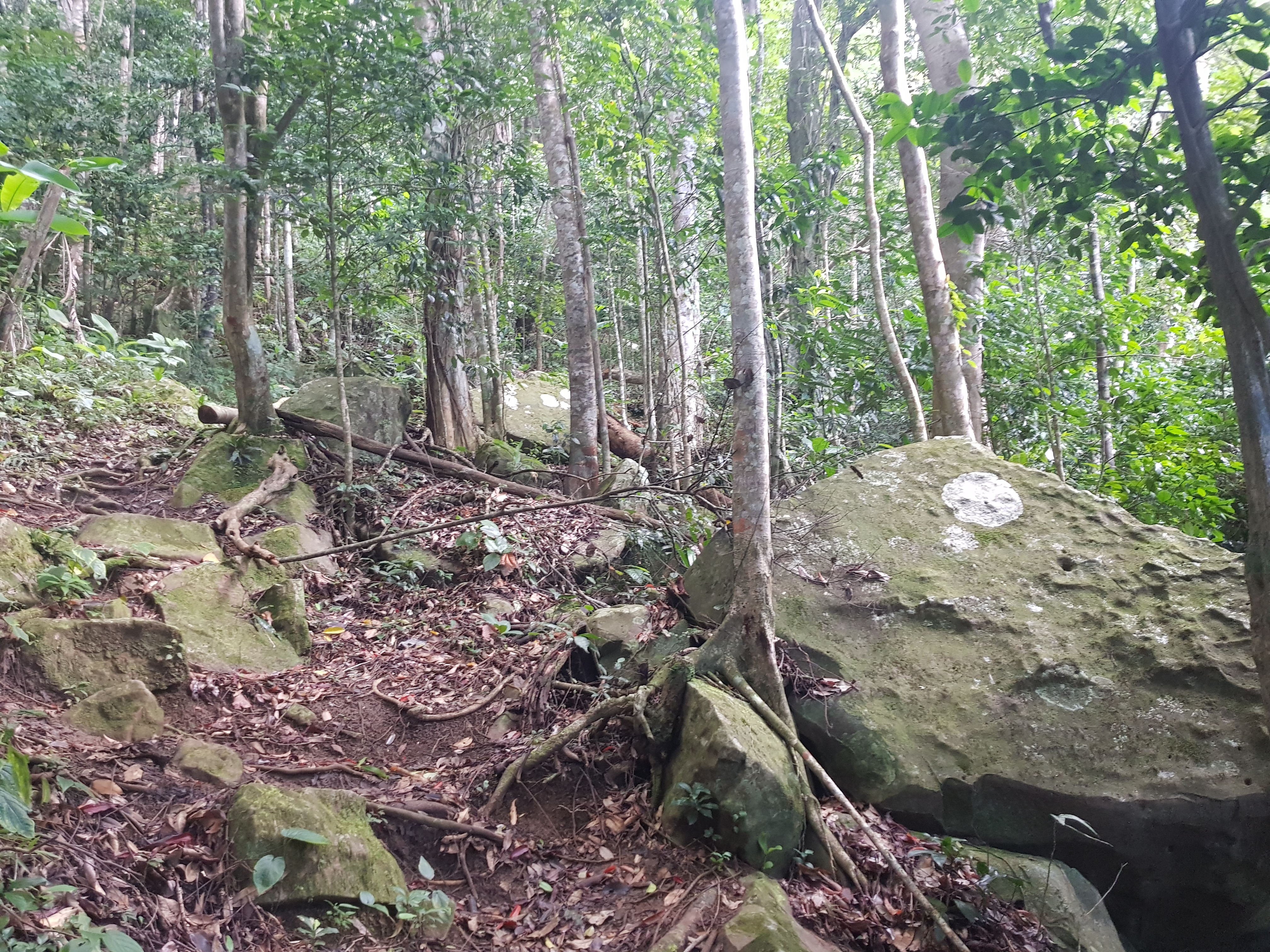
Montée du mont Pérou sur la randonnée de Belle-Hôtesse
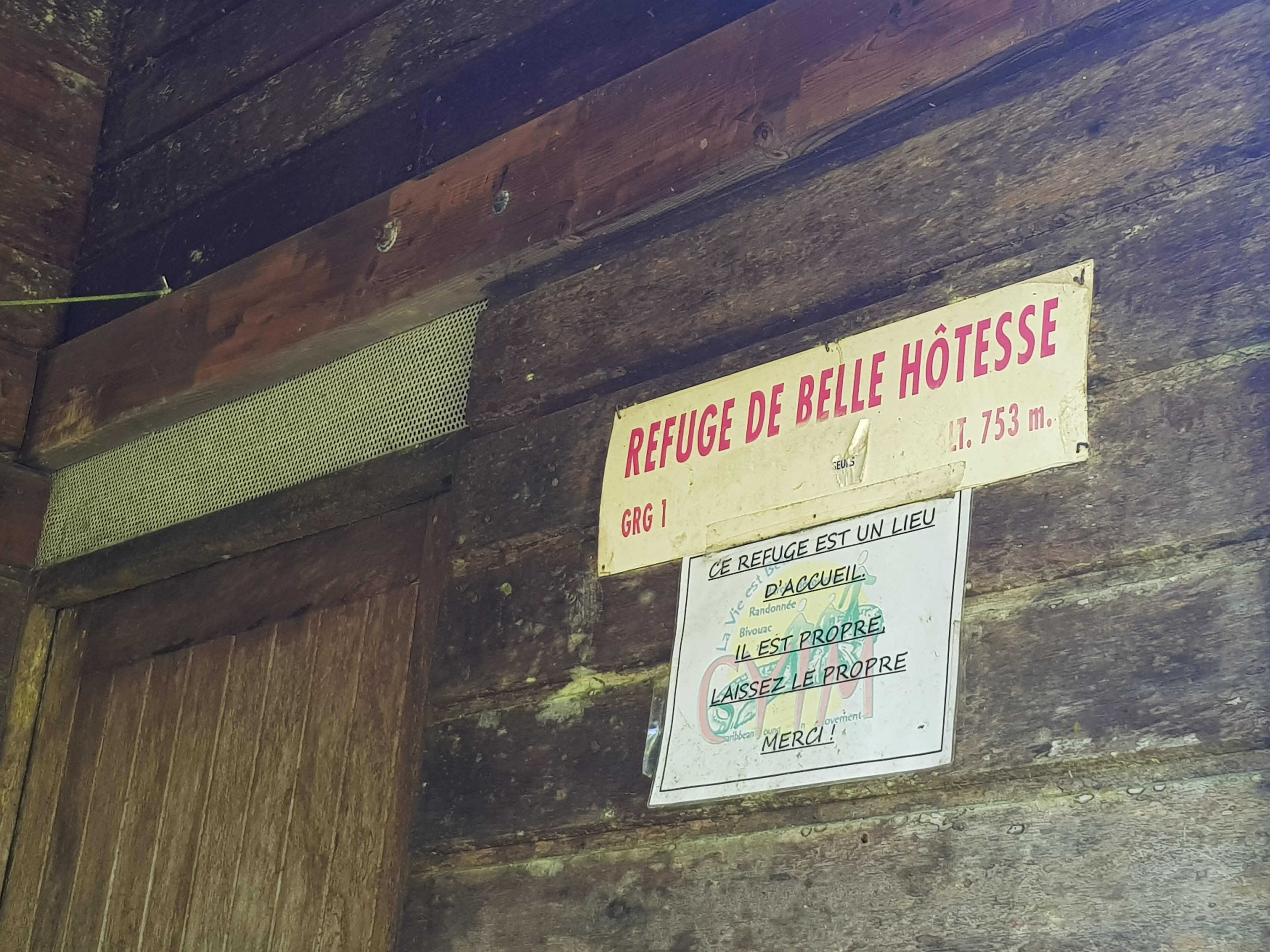
Panneau à l'entrée du refuge de Belle-Hôtesse
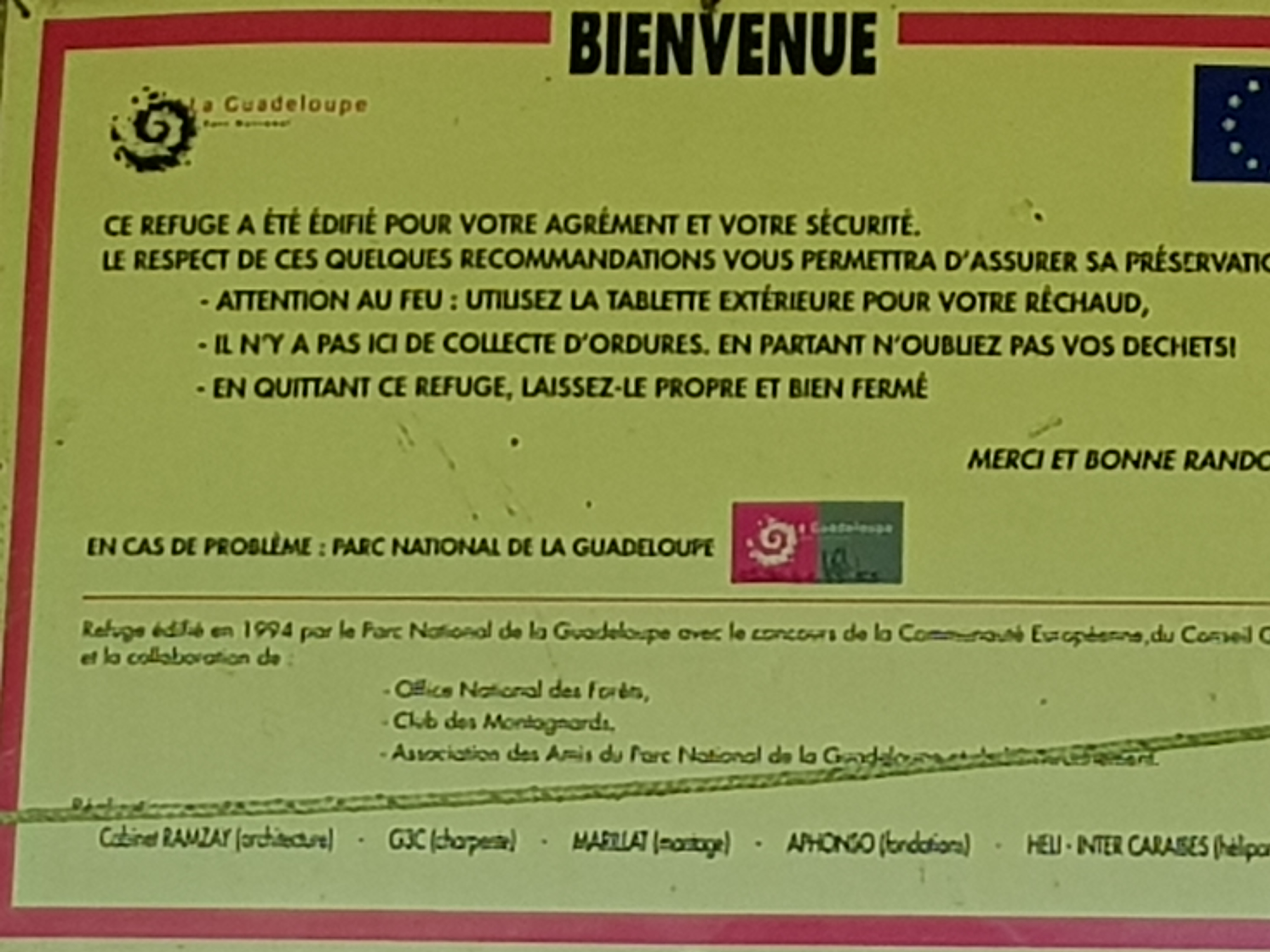
Historique du refuge de Belle-Hôtesse
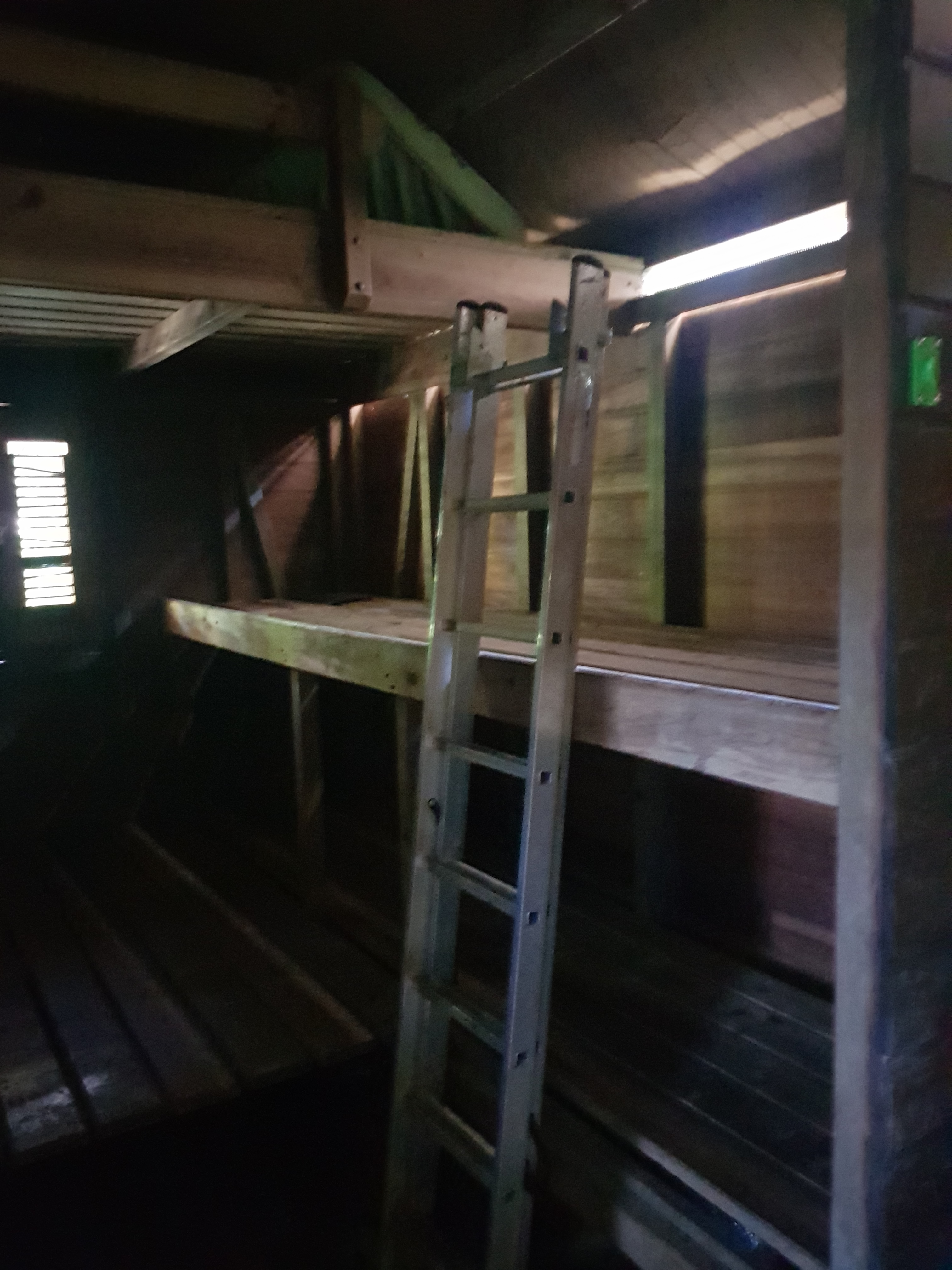
Intérieur du refuge de Belle-Hôtesse
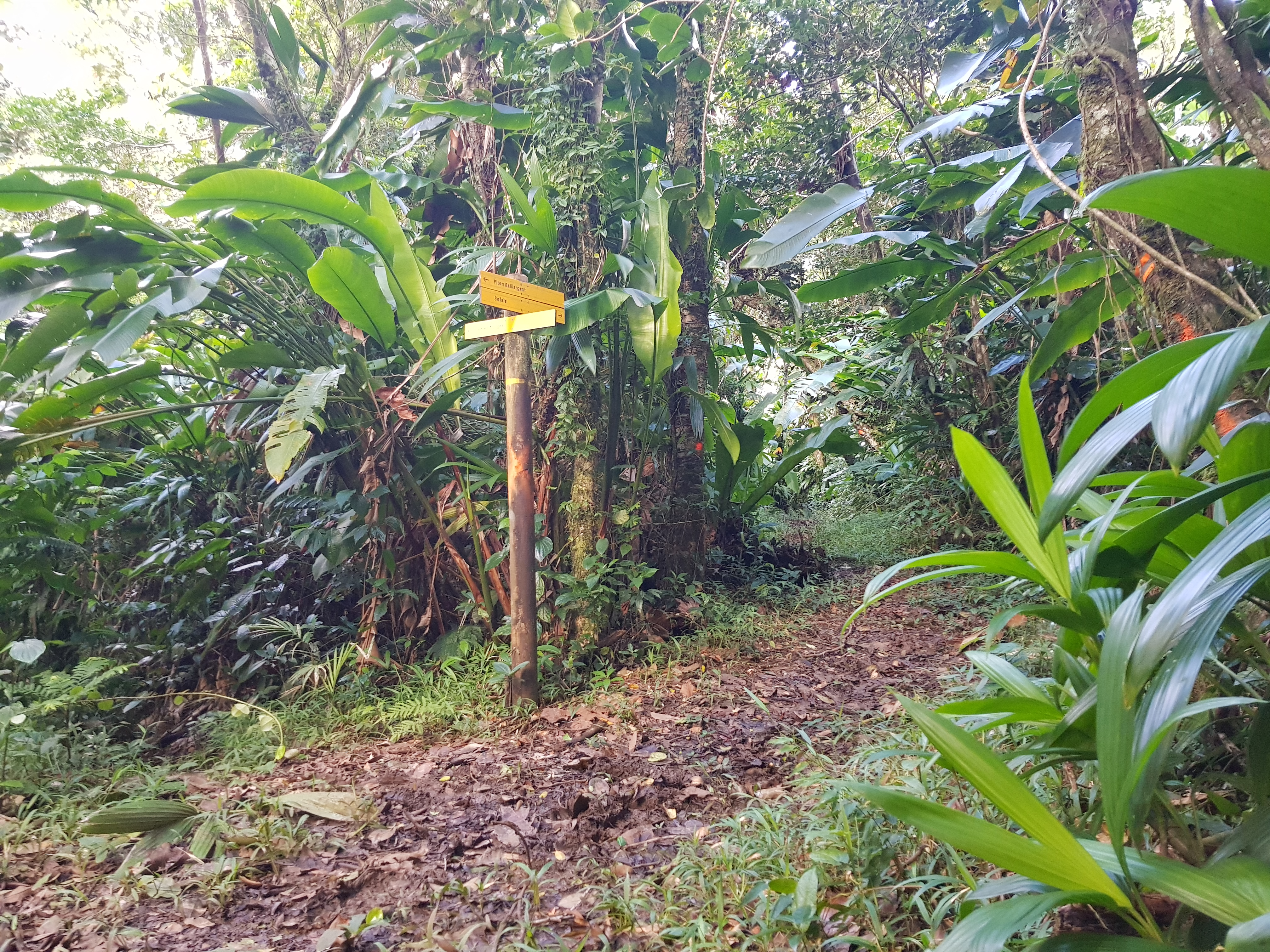
Panneau de croisements du sentier du piton Baille-Argent
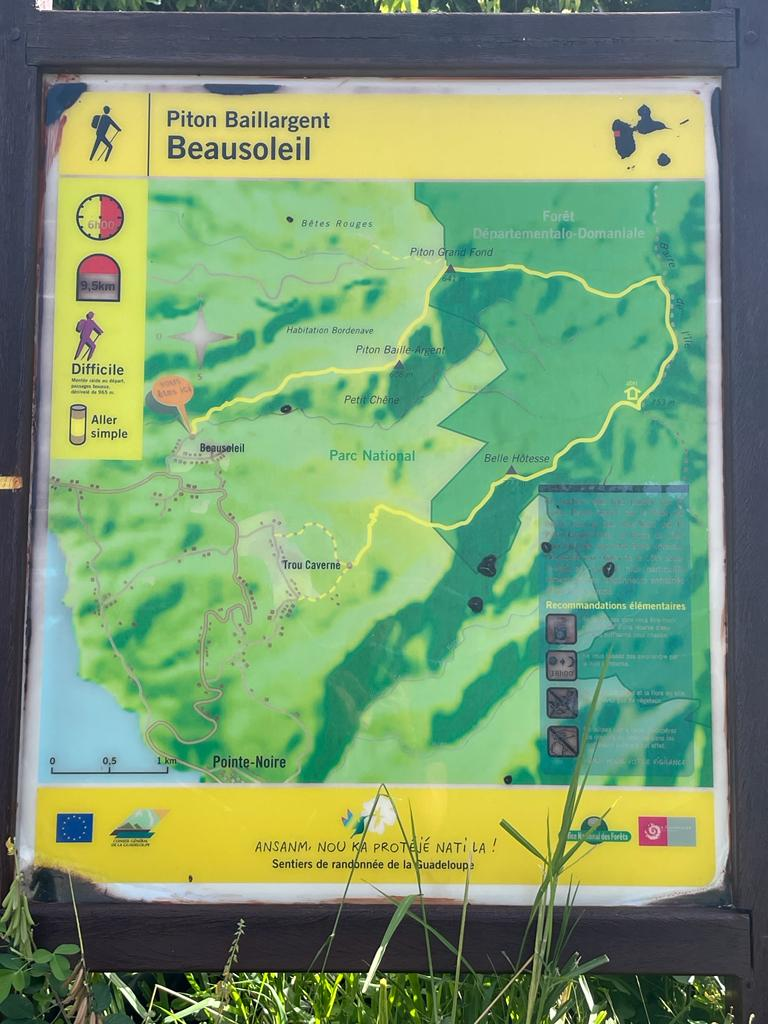
Panneau indicatif de la randonnée